# Saxinis apicalis
Saxinis apicalis är en skalbaggsart som beskrevs av J. L. Leconte 1884. Saxinis apicalis ingår i släktet Saxinis och familjen bladbaggar. Inga underarter finns listade i Catalogue of Life.